# 美国国家步道系统

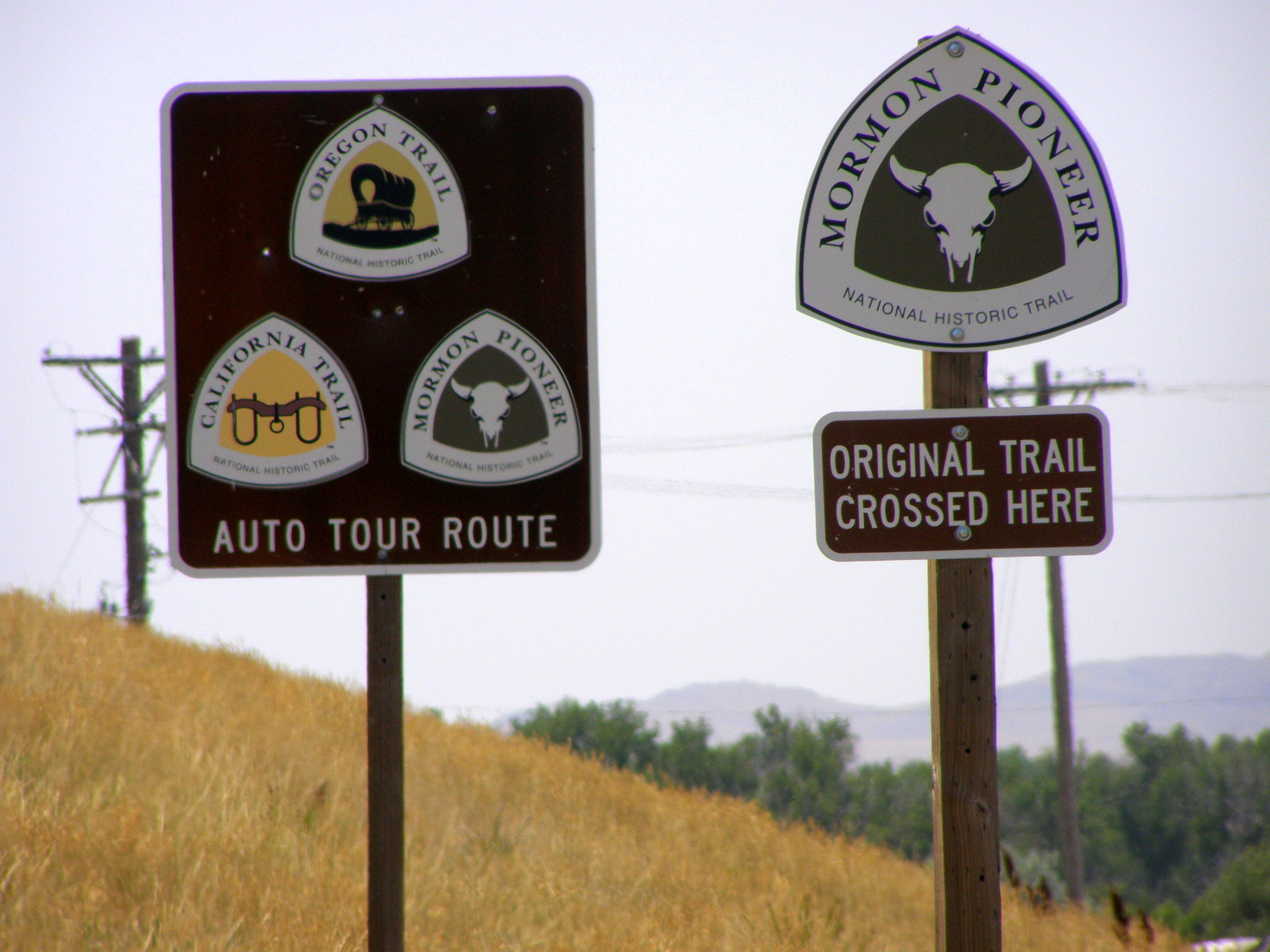
在国家历史步道和风景步道上用于标记现代公路或重要经典的标志。

美国国家步道系统（The National Trails System）依据《国家步道系统法案（National Trails System Act）》（美國聯邦公法第90–543號，82 Stat. 919，1968年10月2日頒佈）所设立，该法案于美國法典第16编 § 第1241節成法。
《国家步道系统法案》旨在创建一系列国家步道，“以促进对国家露天、户外区域和历史资源的保护，及便于公众访问、旅行、享受和欣赏”。具体而言，该法案授权建立三种类型的步道：国家风景步道、国家休闲步道和连接与辅助步道（Connecting-and-side Trails）。法案的1968年版还确立了两条国家风景步道，即：阿巴拉契亚步道和太平洋山脊步道；同时还要求对另外14条步道进行研究，以考虑是否在未来纳入。
1978年，根据历史协会研究得出的重要步道结果，法案增加了第四种步道类型：国家历史步道。自1968年以来，已经研究超过40条步道路线以包含在该系统内；而在这些研究路线中，已经建立了21个作为系统的一部分。现今，美国已经建立了包括30条国家风景和历史步道、1000多条国家休闲步道和2条辅助与连接步道；总长超过80,000（50,000英里）的国家步道系统。这些国家步道不仅可用于徒步远足，很多步道也开放骑行、山地车运动、露营兼或观光旅游。
作为由美国国会授权建立的长距离远足径，它们中的每一条都由美国联邦政府机构管理，即：美国土地管理局、美国国家森林局或美国国家公园管理局负责。其中两条步道由土地管理局和国家公园管理局共同负责。有时这三个机构会获得土地所有权以保护关键的地点、资源和景观。它们往往会与各州、地方政府机关、以及土地信托组织或私人土地所有者合作，以保护沿步道的土地和建筑；并使它们能够向公众开放。国家休闲步道和连接与辅助步道不需要得到国会授权承认，但必须得到美国内政部长或农业部长的承认。所有的步道都得到了一些私营的非营利组织的支持，而这些组织会在“国家步道系统伙伴关系（The Partnership for The National Trails System）”下与各联邦机构合作。
《国家步道系统法案》被编篡为美國法典第16编 §§ 第1241–1251節。它自通过以来已经历经多次修订， 而最近一次修订在2014年10月18日（美國聯邦公法第108–342號）。

## 国家风景步道
国家风景步道的建立旨在为公众提供壮丽的自然美景，并满足其追求健康户外娱乐的期望。国家风景步道系统东至阿巴拉契亚步道上的阿巴拉契亚山脉顶峰，西到大陆分水岭步道上的落基山脉。民众通过国家风景步道既可以欣赏佛罗里达步道上的南部湿地与墨西哥湾区的细微美景；也可以饱览北国步道上从纽约州到北达科他州的北部森林风貌；还能体验位于亚利桑那步道上的美国西南部多样生态。在这11条国家风景步道中，阿巴拉契亚步道、纳切兹径迹步道与波托马克遗产步道属于美国国家森林公园官方景点。
| 步道名称             | 建立年份 | 步道全长             |
| -------------------- | -------- | -------------------- |
| 北国步道             | 1980年   | 4,600英里（7,400）   |
| 大陆分水岭步道       | 1978年   | 3,100英里（5,000）   |
| 太平洋山脊步道       | 1968年   | 2,650英里（4,260）   |
| 阿巴拉契亚步道       | 1968年   | 2,181英里（3,510）   |
| 佛罗里达步道         | 1983年   | 1,300英里（2,100）   |
| 冰河期步道           | 1980年   | 1,200英里（1,900）   |
| 西北太平洋步道       | 2009年   | 1,200英里（1,900）   |
| 亚利桑那步道         | 2009年   | 807英里（1,299）     |
| 波托马克遗产步道     | 1983年   | 700英里（1,100）     |
| 纳切兹径迹步道       | 1983年   | 695英里（1,118）     |
| 新英格兰国家风景步道 | 2009年   | 220英里（350）       |
| 共计                 | 共计     | 18,734英里（30,149） |

## 国家历史步道
国家历史步道被指定用来保护那些彰显美国本国历史的重要陆路或水路遗迹。这里有代表欧洲殖民者最早穿越美洲大陆的胡安·鲍蒂斯塔·德·安萨国家历史步道；象征美国独立斗争的越界山胜利国家历史步道；反映美国建国前期史诗大迁徙的摩门步道和俄勒冈步道以及早年商业运输的圣达菲步道。此外还有眼泪步道，这是用来纪念美国原住民当初被迫流离失所的艰辛。美国国家步道系统目前共有19条国家历史步道，其中大多数是风景优美的非机动车路线。
国家历史步道是根据《1978年国家公园与休闲区法案（National Parks and Recreation Act of 1978）》所授权建立（美國聯邦公法第95–625號）， 该方案修订自《1968年国家步道系统法案（National Trails System Act of 1968）》（美國聯邦公法第90–543號）。

## 国家连接与辅助步道
截至目前为止，《国家步道系统法案》仅在1990年修订的时候指定了两条国家连接与辅助步道。一条被称为“蒂姆丘步道（The Timms Hill Trail）”，这是一条连接冰河期步道到威斯康辛州最高点蒂姆丘的步道；而另一条则被称为“86英里安维克连接步道（86-mile Anvik Connector）”，这是一条连接艾迪塔罗德步道到阿拉斯加州安维克村庄的步道。
- 蒂姆丘步道

- 86英里安维克连接步道

## 国家地质步道
美国第一条国家地质步道是依据《2009年综合公共土地管理法案》所设立。
- 冰河期洪水国家地质步道（英语：Ice Age Floods National Geologic Trail）

## 延伸阅读
- Karen Berger; Bart Smith（图）; Bill Mckibben（序）.  精装版. Rizzoli. 2014-09-23. ISBN 978-0789327413.